# Holger Gustafsson
Holger Oliver Gustafsson, född 4 maj 1946 i Otterstads församling, Skaraborgs län, är en svensk civilekonom och politiker. Han var riksdagsledamot för Kristdemokraterna åren 1991–2010. Han var ledamot i Utrikesutskottet och Interparlamentariska delegationen och 1995 även ledamot av Europaparlamentet.